# Zurn Peak
Der Zurn Peak ist ein Berg in der Antarktis. Er ist 1515 m hoch und befindet sich im Marie-Byrd-Land am nördlichen Rand des Toney Mountains, ca. 6 km nordöstlich von dessen höchster Erhebung, dem Richmond Peak, entfernt. Nachdem er zwischen 1959 und 1971 vom United States Geological Survey (USGS) kartiert sowie von der U.S. Navy fotografiert wurde, wurde er 1976 nach dem deutschen Geophysiker Walter Zürn benannt, der 1972 wissenschaftlicher Leiter der Amundsen-Scott-Südpolstation war.